# Marais Paduses
Les marais Paduses (en italien valle Padusa, en romagnol vâl Padûṣa) sont, dans le Nord de l’Italie, issus d’un ancien golfe de l’Adriatique du Néolithique, comblé petit-à-petit par les alluvions du Pô jusqu'à l’actuel delta du fleuve et devenu lagunaire. Les marais Paduses proprement dits se situent au sud de la rive droite du Pô (Padus en latin) où ses affluents  méridionaux, bloqués par les talus fluviaux du grand fleuve, ont formé dans l’Antiquité une zone marécageuse qui s’étendait notamment dans la région de l’Émilie-Romagne, et communiquait, au nord du fleuve, avec la lagune de Venise dans la région appelée « Vénétie maritime ».

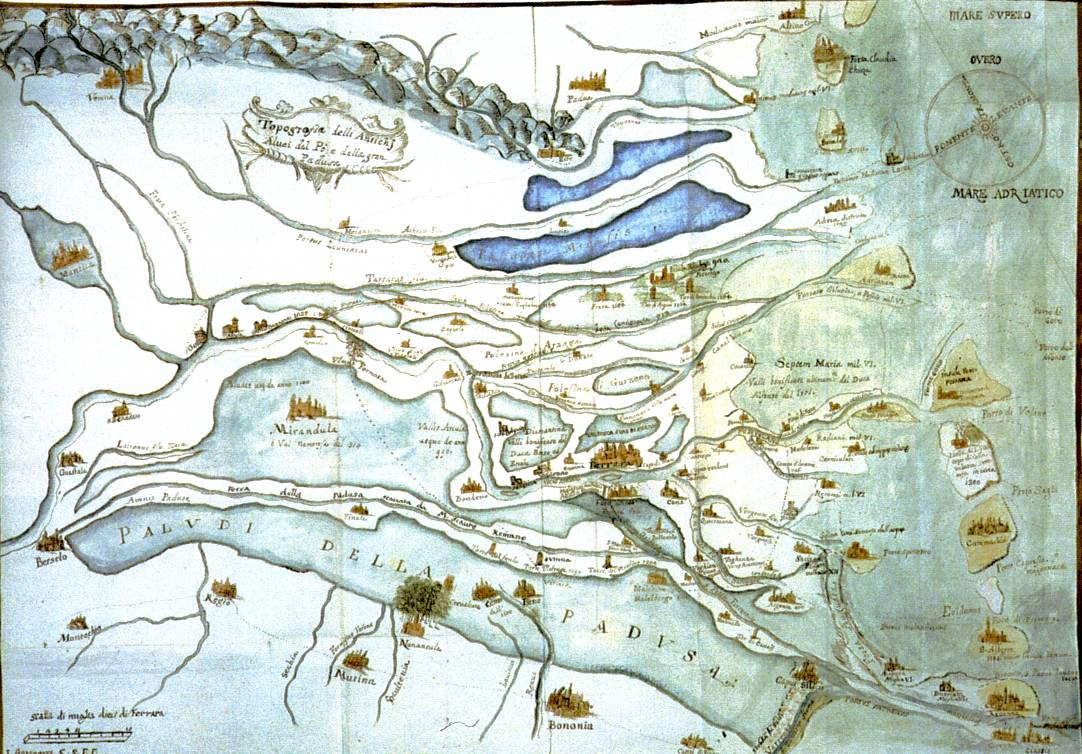
Les marais Paduses en 1570 (bibliothèque universitaire de Bologne).

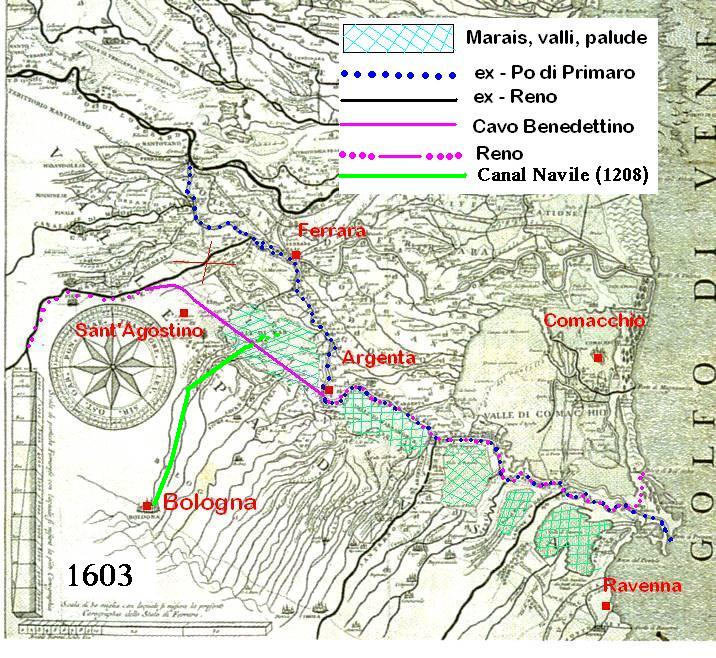
Les marais Paduses en 1603 (galerie des cartes du musée du Vatican).

## Géographie
Comme l’indique la légende d'une carte du Musée de Ferrare de 1568 : « Antique lagune du Pô nommée Paduse, laquelle, selon l’itinéraire d'Antonin cité par Gasparo Sardi, s’étendait de Nonantola jusqu’à Ravenne sur une longueur de 60 milles et, selon Priscien, une largeur d’un mille maximum ».
Les marais Paduses touchaient, à l’Est, le territoire de Ravenne-Cervia, au Nord la lagune de Venise et au Sud, la zone nord de la Province de Bologne. Les marais de Comacchio, en italien valli di Comacchio (valli signifiant « bassins piscicoles ») sont ce qui reste aujourd’hui des marais Paduses.

## Hydrologie
Pendant plusieurs siècles, ces marais Paduses constituèrent l’essentiel d’un vaste milieu paralique. Quelques miroirs d’eau étaient navigables et permettaient de rejoindre la Mer Adriatique, principalement pour la ville de Bologne, qui par le canal Navile (1208) rejoignait le Pô et correspondait avec Ferrare, Milan ou Venise et divers ports maritimes.
Le Pô, principal fleuve de la région, provenant des Alpes, a un débit très variable mais reste toujours en eau, traverse la Paduse et forme ses propres talus fluviaux avec les limons qu’il transporte (comme expliqué sur l’image 2). Quelques fleuves ont assez de débit pour rejoindre la branche méridionale dite Po di Primaro (le Panaro, le Reno, le Santerno et le Lamone) : par eux, des embarcations à fond plat pouvaient aller jusqu’à la mer. Perpendiculairement au Pô, des affluents comme la Savena, l’Idice, le Sillaro, le Senio, le Ronco ou le Montone ainsi que les nombreux torrents et ruisseaux qui descendaient des Apennins romagnols, s’épanchaient et approvisionnaient en eau fraîche la Paduse sans rejoindre eux-mêmes la mer Adriatique (voir l’image 1).

## Intérêts en jeu
En 1152, après avoir rompu ses talus fluviaux au nord de Ferrare, le Pô changea de cours et en 1155 le bras nord (Po di Volano, désormais « Grand Pô ») devint le cours principal. La branche droite (Po di Primaro) qui passe à Ferrare, vit son débit diminuer jusqu’à connaître des étiages estivaux, d’autant que les affluents padans Panaro et Reno y apportaient leurs alluvions entre Bondeno et Stellata, et comblaient peu à peu son lit. Vers 1600, les habitants de Ferrare, craignant que cette situation puisse provoquer des inondations dans le Polesino de S. Georges, demandèrent que le fleuve Reno soit détourné. La rive gauche (nord) du Grand Pô aval appartenait alors à la république de Venise, tandis que la rive droite (sud) appartenait aux Papes, ainsi que les cités de Bologne et de Ferrare. Le 12 août 1604, à la suite d’une brève du pape Clément VIII, le fleuve Reno fut détourné et ses eaux dirigées vers les vallées de Santa Maria. Peu profondes, celles-ci furent vite comblées par les sables limoneux de sorte que ce qui épargnait les Bolonais menaçait les Ferrarais, obligés de surélever les digues du fleuve pour se protéger des inondations. Pour apaiser leurs querelles, le pape et ces successeurs Grégoire XV, Urbain VIII, Alexandre VII en 1658 et Innocent XII en 1693, firent faire des projets par les plus brillants ingénieurs de l’époque, et les digues alors créées coûtèrent des fortunes pour des résultats médiocres. Enfin au XVIIIe siècle, le pape Benoît XIV souhaitant calmer les querelles entre les habitants de Bologne et de Ferrare, fit creuser un canal, appelé cavo Benedettino pour recevoir les eaux de l’Idice que les ducs de Ferrare avaient détourné du Primaro au XVIe siècle et qui inondaient les vallées de Marmorta et Dugliolo (Budrio) au grand dam des habitants de Bologne.

## Environnement
Depuis la fin du Moyen Âge, des tentatives d’assèchement ont été menées sans grands succès tant les crues du Reno et de ses affluents (tous des torrents) sont importantes et soudaines. Ces torrents descendent tous de la même région des Apennins, donc, tous soumis, au même moment, aux mêmes effets climatiques. De plus, dans la plaine, le Pô forme des talus fluviaux par ses apports alluvionnaires. Ces cordons fluviaux formaient un rempart naturel en travers des torrents, qui s’épandaient donc dans les plaines au nord de Bologne et autour de Ferrare, menaçant l’agriculture de l’Émilie-Romagne.

## Enjeux économiques de l'assèchement
L’assèchement des marais Paduses entre Ferrare et le nord de Bologne représentait depuis longtemps des défis, tant techniques que financiers et environnementaux. Les travaux successifs ont, à chaque fois, demandé des efforts humains et des dépenses énormes. Chaque épisode de crues anéantissait en quelques instants des travaux qui avaient parfois demandé des années de travail. Mais les terres alluvionnaires étant très fertiles et le besoin de la région en produits maraichers très grand, les investisseurs ne manquaient pas, voyant là un moyen de spéculer sur les terres asséchées donc devenues ou redevenues cultivables. Les principaux intéressés furent les banquiers et riches marchands de tissu de Lucques (Toscane), ainsi que les Vénitiens.

## Historique
À la fin du XVe siècle, le Reno en crue inonde la vallée de Santa Martina (Sammarina). Hercule Ier d’Este ouvre un nouveau canal jusqu’au hameau de Traghetto (Argenta) à travers le cordon fluvial du Pô, pour que le Reno puisse se verser dans le grand fleuve. En 1526 après des transactions entre la ville de Bologne et Alphonse Ier d'Este, le Reno est dirigé dans le Pô à Porotto (Ferrare). En 1528, Hercule II d'Este réalise une œuvre hydraulique qui dévie les eaux du Reno vers le bras de Ferrare (Po di Primaro). En 1592, Alphonse II d'Este ferme le Po di Primaro méridional afin de conserver la navigabilité du Po di Volano septentrional (liaison fluviale entre Ferrare et la mer). En 1604 le pape Clément VIII fait dévier le Reno du Po di Volano, laissant ses eaux s’épandre dans le bassin de la vallée Sammartina, puis creuse le lit du Po di Volano ou Grand Pô (bras septentrional) pour en accroître le débit et permettre à des péniches plus lourdes de naviguer. En 1714 le Reno rompt ses berges à Sant'Agostino, dans la campagne Panfilia, se creuse un nouveau lit et s’épand dans les vallées de Poggio Renatico et de Merrara, au sud de Ferrare En 1724 le pape Benoît XIV commence la construction du cavo Benedettino qui dévie les eaux du Reno de Sant'Agostino à Argenta où il rejoint le Po di Primaro jusqu’à son embouchure dans l’Adriatique. Mais les alluvions de l’Idice comblent rapidement ce nouveau canal.

## Situation après le détournement du Reno
Le pape Clément XIII nomme en 1760 un nouveau comité, qui projette trois autres liaisons fluviales possibles. Une liaison Nord depuis la rotta Panfilia (rupture des digues du Reno) au cavo Benedettino, et de là dans le Primaro, fut proposée par G. Manfredi ; une « ligne Bertaglia » reliant Minerbio, Durazzo et San-Alberto, fut proposée par l’ingénieur hydraulicien Romualdo Bertaglia (repère A sur l’image) ; enfin une « ligne supérieure » depuis Malacappa par Ca’ de Fabbri, Selva, Portonovo et San-Alberto, fut proposée par Fantoni et Santini (repère B sur l’image).

### La ligne de Romuald Bertaglia
Le creusement du cavo Benedettino à travers les zones humides s’avéra plus difficile que prévu. Le fleuve Idice, dont la pente est importante et les eaux très chargées de sédiments, colmatait le nouveau canal. En dépit des propositions alternatives des scientifiques de premier plan, le projet est maintenu. Le représentant officiel de Ferrare dans ces années, a été Romuald Bertaglia, défendant sa ligne Bertaglia, qui passait au sud du cavo Benedettino et qui avait l’avantage de traverser des sols secs et surtout d’être plus éloigné de la ville de Ferrare.

### Position d’Ippolito Sivieri
Le jésuite Hippolyte Sivieri douta du tracé de la ligne Bertaglia, d’un coût élevé et regroupant dans un même lit dix-huit torrents et quarante-cinq ruisseaux divers par la direction et la qualité de l’eau, en plus du Reno aux eaux claires avec peu de pente, et de l’Idice aux eaux turbides avec une forte pente d’environ cinq pieds et demi (1,65 m) sur mille toises (1 800 m). Pour Sivieri, cela augmentait d’autant le risque de débordement. Sivieri préférait le projet du père Léonard Ximenes d’amener les eaux des torrents des Apennins dans les marais de Comacchio, via un canal, à travers les marais, d’Argenta jusqu’au déversoir du Primaro dans la mer.

### Projet de Léonard Ximenes
Le projet de Léonard Ximenes par les marais de Comacchio heurtait les intérêts de la Camera (Chambre de commerce) qui tirait un revenu considérable des salines et surtout de la pêche de ces vallées et dans les marais Paduses. Les mois de septembre, d’octobre et de novembre de chaque année, lorsque la lune commence à éclairer la nuit et que le vent vient de la terre, on ouvrait les trois passes reliant les marais Paduses à la mer Adriatique pour laisser migrer les anguilles venant frayer dans les marais de Comacchio et dont la pêche était très fructueuse en peu de temps et d’une grande rentabilité. D’autant qu’une fois le frai achevé, de grandes claies de roseaux en forme de prismes disposées en travers des passes piégeaient aussi des « piballes » (alevins d’anguilles) allant vers la mer, considérées comme un mets de luxe. Aussi la « Cour de Rome » s’opposa au projet de Ximenes qui aurait asséché le pays aux dépens des marais de Comacchio.

### Avis de Roger Boscović
Selon le père Roger Boscović, les canaux ne pouvaient qu’être comblés par les alluvions des torrents, mais la « ligne supérieure » lui apparaissait comme la plus efficace bien qu’étant aussi la plus coûteuse ; lui aussi souligna que les États de l'Église seraient privés d’un revenu trop considérable si les marais de Comacchio disparaissaient et si l'exploitation du sel et la pêche aux anguilles cessaient.

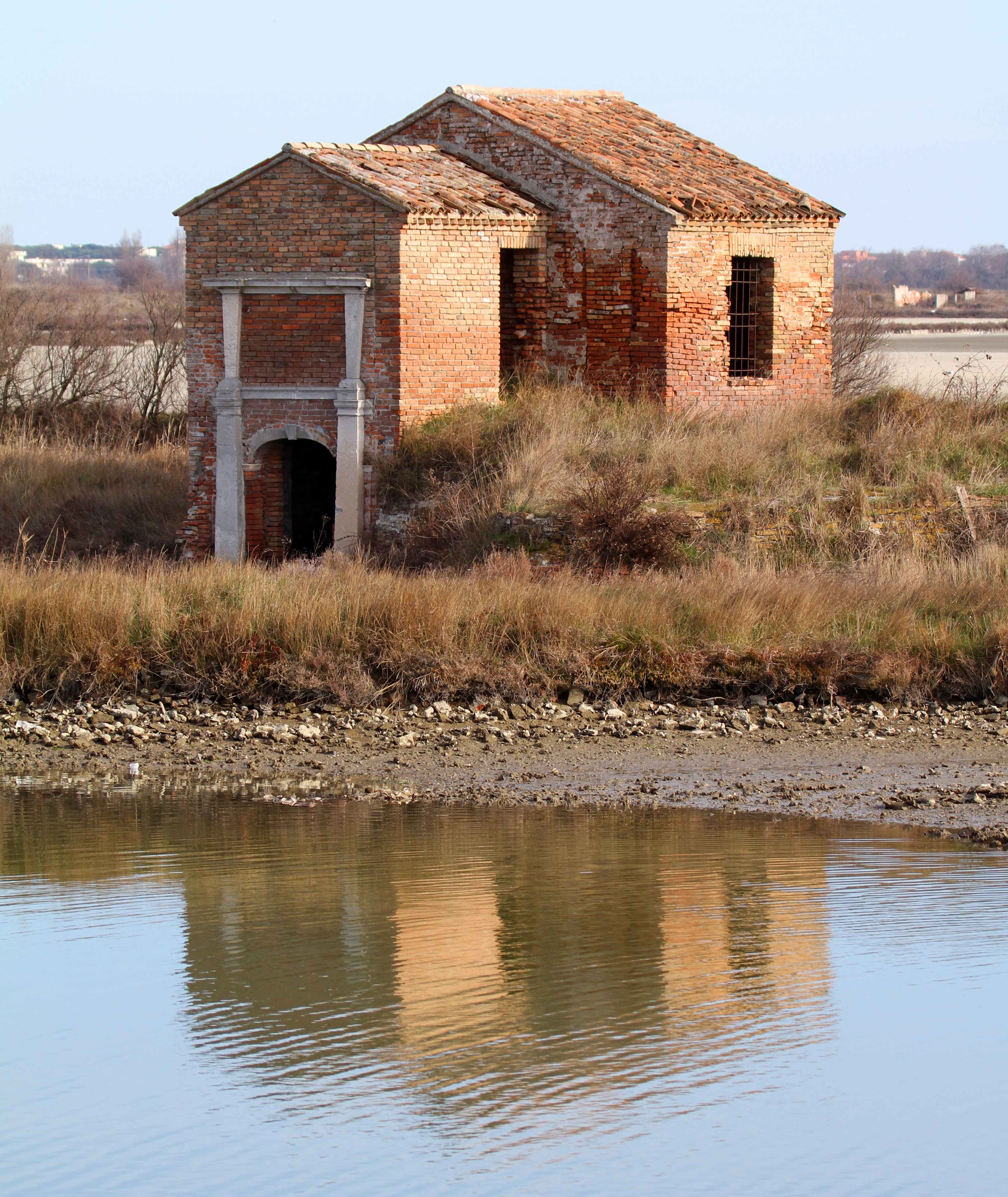
Ancienne saline de Comacchio.

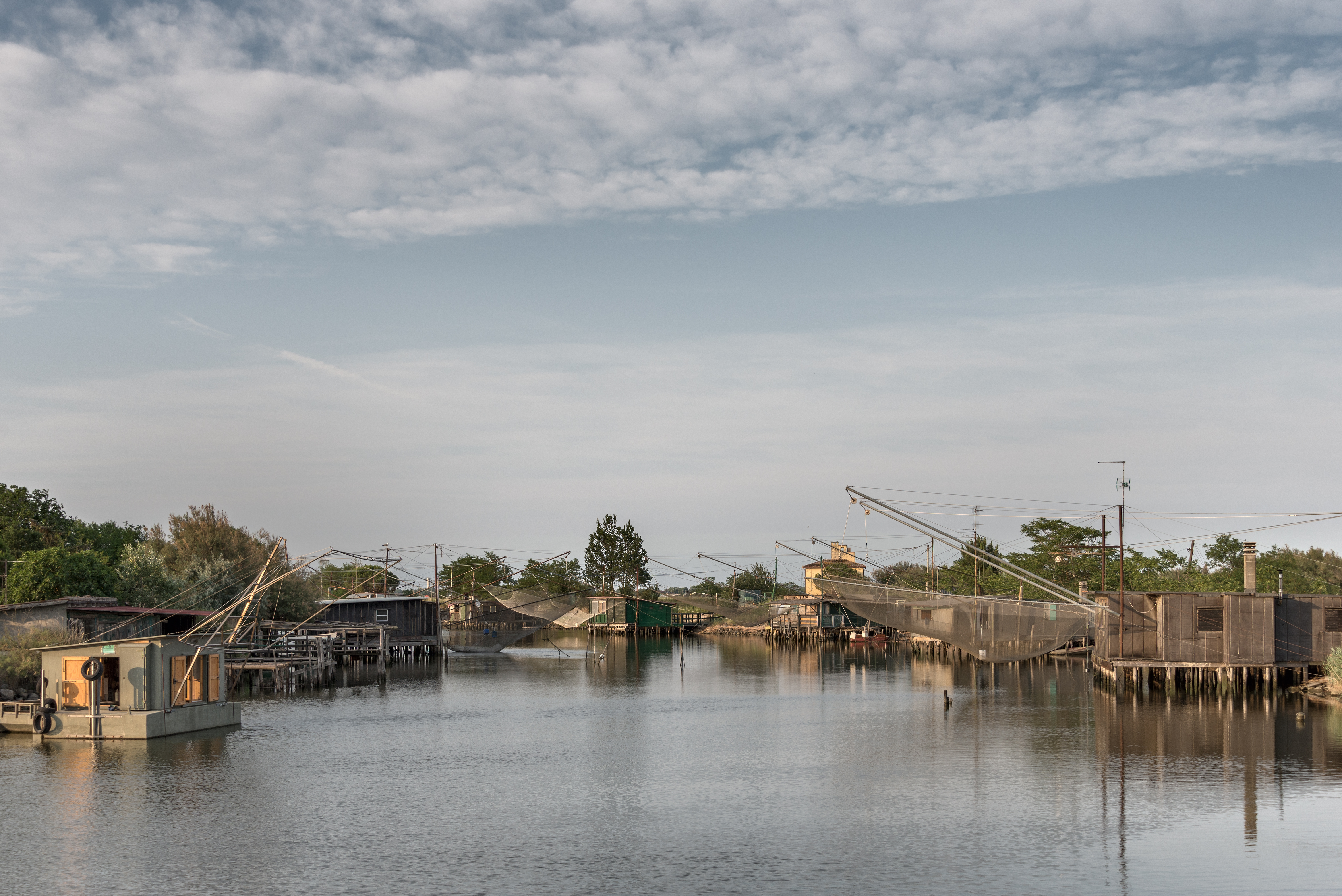
Cabanons de pêche aux anguilles dans les marais de Comacchio.

## Assèchement
En mars 1765, la « Congrégation des eaux » décida de ne réaliser aucun des projets proposés, mais qu’on ferait encore examiner les choses par des experts venus des pays où il n’y aurait aucune relation d’intérêt qui pût les rendre suspects : on choisit le père Antonio Lecchi de Milan, Tommaso Temanza de Venise, et M. Veracci de Florence pour faire une nouvelle expertise au mois de novembre 1766. Le père Lecchi fut chargé d’exécuter les travaux qu’il avait proposés, avec 2 400 travailleurs, pendant les étiages des étés 1767 et 1768. Jusqu’en 1795, sous l’égide du pape Clément XIII, le lit du Reno est creusé et le cavo Benedettino est dragué pour en enlever les sédiments. Le canale Navile est relié à cette nouvelle voie de navigation ainsi que les autres torrents qui alimentaient les marais Paduses en eau. En 1772, 54 000 arpents (1 arpent = 35 ares à 50 ares) furent rendus à la culture, grâce au creusement du lit des rivières. En 1782, les digues du Reno furent achevées et le Lamone fut détourné de son cours à la hauteur d’Alfonsine pour être dirigé directement dans la mer. En 1805, alors que Napoléon Bonaparte réorganise les États italiens, naît le projet de diriger le Reno dans le Grand Pô au moyen d’un canal allant de Panfilia à Bonderno, et rejoignant le cours du Panaro à Palantone. Les travaux débutent en 1807 et ce canal fut appelé Cavo Napoleonico : il approvisionne en eau le canal Emilien Romagnol.
Au milieu du XIXe siècle, la diffusion des systèmes de pompage à vapeur permit une considérable accélération de l'assèchement des marais et du drainage.

## Habitat
Au milieu du marais émergeaient des nombreuses îles naturelles appelées « barènes » qui furent l’habitat de communautés humaines, notamment de pêcheurs, depuis la préhistoire. Ces premiers habitants se nourrissaient de racines, d’herbages et fruits sauvages, élevaient des chèvres dont ils tiraient du lait, pêchaient du poissons et chassaient gibier. Du fait de la dispersion des « barènes » entourées de vastes étendues d'eau, ils vivaient dans une multitude de petits centres isolés, dont certaines étaient des palafittes (voir image 3). Leurs cabanes étaient construites avec les matériaux de la nature : bois, cannes, herbes sèches, boue. Ces habitations étaient de roseau ou « cannes palustres » (palis atque virgultis), couvertes de chaume), usage qui, dans quelques rares cas, s’est maintenu jusqu’au début du XXe siècle.
L’alluvionnement progressif des eaux permit la transformation naturelle des régions au sud du Pô en forêts, les selvi litani, et les courants adriatiques mobilisèrent les sables coquillers et les sédiments fluviaux en cordons littoraux allant du Po de Primaro ou du Reno jusqu’à l’Émilie, sur plus de 60 milles (environ 100 km, 1 mille = 1 852 m).

## Aujourd’hui
Aujourd’hui l’écosystème des anciens marais Paduses survit (grâce à la pêche aux anguilles) à Comacchio ainsi que dans les réserves naturelles protégées, comme les « oasis-reliques » de Valle Sainta di Campotto (Argenta) et de Punte Alberete (situées entre les lidos de Marine Romea et de Casal Borsetti sur la commune de Ravenne). Ce sont les dernières forêts naturelles de pins et de chênes d’Europe et les plus étendues d’Italie.

## Sources/références
- Informations prises du livre (en français) : Voyage en Italie, fait dans les années 1765 et 1766 par Jerôme La Lande (1769).

1. ↑  « Delta du Pô - Définition et Explications » sur Techno-Science.net :  : ce site montre la série de cartes anciennes du domaine public ("old" et "ineligible") supprimées de Commons comme "travaux dérivés" par Johan Bos le 4 juin 2019. Mais elles y sont en basse résolution.
2. ↑  (it) Consortium de la Bonification du Reno
3. ↑  J.J Lefrançois de Lalande, Voyage d’un Français en Italie dans les années 1765-1766, pages 462 à 464.